# گام‌های ماه

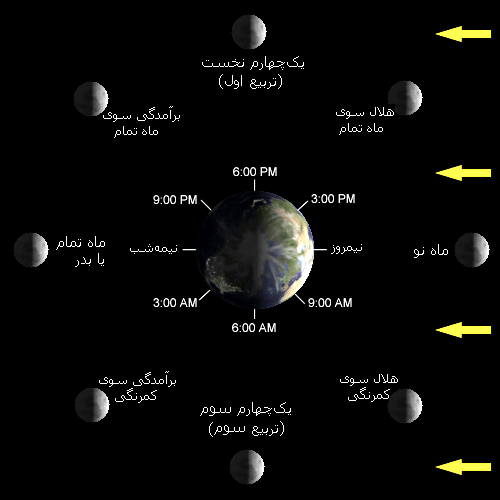
دورهٔ ماهی (قمری) به جایگاه ماه در مدارش به دور زمین و جایگاه زمین در مدارش به دور خورشید وابسته است. این نگاره از سوی شمال به زمین می‌نگرد. گردش زمین و مدار ماه هر دو به‌طور همزمان در اینجا نشان داده شده‌اند. نور خورشید از راست می‌آید آنچنانکه با پیکان‌های زرد رنگ نشان داده‌شده است. از این نگاره برای نمونه ما می‌توانیم ببینیم که ماه تمام همواره به هنگامهٔ غروب برخواهد خواست و هلال ماه کم شونده، در نزدیکی ساعت ۹:۰۰ به زمان محلی در بالا دیده می‌شود.

پویانمایی حرکت بخش روشن ماه از دید زمین

گام‌های ماه، اَهِلِّه ماه یا نِمودهای ماه، در ستاره‌شناسی به حالت‌های مختلف دیده شدن بخش روشن ماه از زمین گفته می‌شود. برخی از این حالت‌ها نامی ویژه دارند:
- ماه نو یا بَرن[۳]
- تربیع[۴] اول (یک‌چهارم نخست): یکی از اَهِلّهٔ ماه که در آن نیمی از قرص ماه روشن دیده شود.
- بدر یا ماه تمام
- تربیع دوم (یک‌چهارم دوم)
- محاق (ماه تاریک)

ماه در نخستین نیمه از دورش از ماه نو تا ماه پُر پیش می‌رود که به این بخش، ماه افزاینده می‌گویند. ماه در نیمه دوم دورش، ماه کاهنده نام گرفته است.
فضانوردان که از ماه زمین را می‌نگرند زمین هم به ترتیب همان نمودهایی را دارا است که ما از روی زمین در مورد ماه مشاهده می‌کنیم. اما هر نمود زمین درست نقطه مقابل اهله ماه خواهد بود. اگر ماه در نمود ربع سوم باشد فضانوردان زمین را در ربع اول خواهند دید.

## مقارنه
هنگامی که ماه بین زمین و خورشید قرار دارد هیچ بخشی از ماه برای ناظر زمینی روشن نیست. اصطلاحاً به این لحظه مقارنه ماه و خورشید یا گفته می‌شود. مقارنه لحظه تولد ماه است و ماه نو مدت زمانی پس از آن ایجاد می‌شود. شاید به نظر برسد که در هر ماه قمری باید یک خورشیدگرفتگی داشته باشیم ولی از آنجا که در اغلب مواقع صفحه مدار ماه با صفحه مدار زمین به دور خورشید زاویه می‌سازد بنابراین در برخی از موارد سایه ماه از بالا یا پایین صفحه مدار زمین می‌گذرد و خورشیدگرفتگی اتفاق نمی‌افتد. در سال تنها دوبار این دو مدار همعنان شده و خورشیدگرفتگی صورت می‌گیرد.

## ماه نو
در حالت ماه نو، مدت زمانی پس از مقارنه که ماه در فاصله میان زمین و خورشید است، بخشی از آن به‌صورت هلال باریکی نورانی می‌شود.

## ماه تمام یا مقابله
در حالت بدر (ماه تمام یا مقابله)، ماه در یک طرف و خورشید در طرف دیگر زمین است و تمام نیمه روشن آن، قابل رؤیت می‌شود.

## هلال ماه

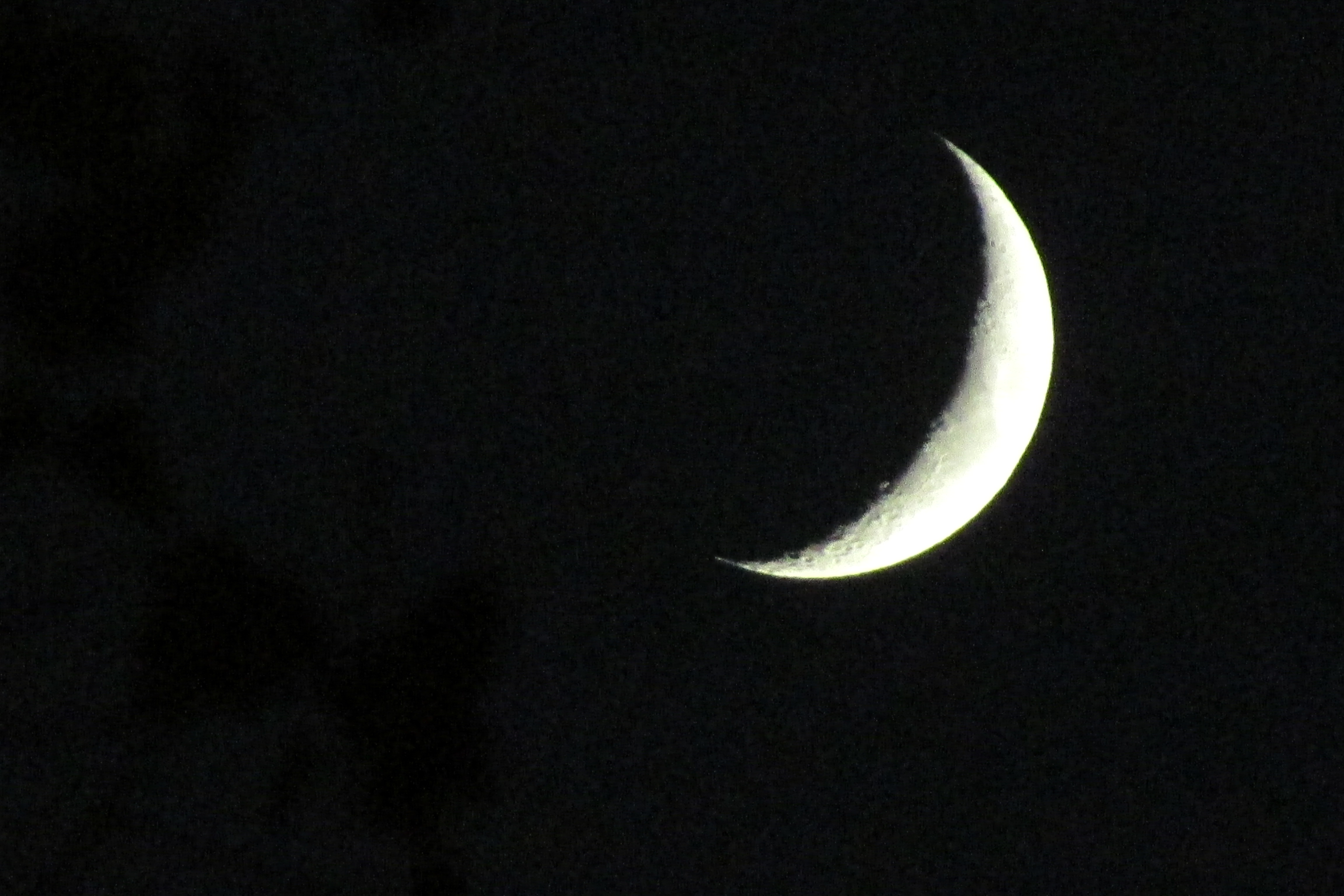
هلال ماه

هلال ماه نمایش بخش روشن ماه است آنگونه که بیننده از روی زمین می‌بیند. دورهٔ قمری همراه با دور زدن ماه در مدار خود به دور زمین بر پایهٔ تغییر جایگاه نسبی زمین، ماه و خورشید تغییر می‌کند. یک‌نیمه از رویهٔ ماه همواره توسط خورشید روشن می‌شود (به جز در زمان ماه‌گرفتگی)، و بنابراین روشن است، اما بخش نیم‌کرهٔ روشن که برای بیننده قابل رؤیت است می‌تواند از ۱۰۰٪ (ماه کامل) تا ۰٪ (ماه نو) باشد. مرز میان نیم‌کرهٔ روشن و ناروشن، سایه‌مرز نامیده می‌شود.